# Roncal
Roncal (baskijski: Erronkari) – gmina w Hiszpanii, w Nawarze, o powierzchni 38,98 km². W 2011 roku gmina liczyła 250 mieszkańców.